# Podzielne
Podzielne – potok, lewy dopływ Popradu.
Źródła potoku znajdują się na wysokości około 720 m na północnych stokach Wielkiej Polany w Górach Lubowelskich, które w polskiej regionalizacji z 2018 r. zaliczane są do Pogórza Popradzkiego. Spływa w kierunku północnym dolinką wciosową. Opływając od zachodu Suchą Górę, zmienia kierunek na północno-zachodni. Wypływając na dość szeroką w tym miejscu dolinę Popradu, znów zmienia kierunek na północny i na wysokości około 440 m uchodzi do Popradu.
Zlewnia potoku znajduje się na obszarze Polski, w należącej do miejscowości Muszyna dzielnicy Zapopradzie. W dolnym swoim biegu potok Podzielne przepływa przez Zapopradzie – Centrum Rekreacji i Sportu. Na tym odcinku potok jest uregulowany hydrotechnicznie.